# Chachanim
Chachanim, jedna od skupina Atfalati Indijanaca, porodica Kalapooian, s područja nekad poznatog kao Wapato Lake prairie, gdje se nekada nalazilo jezero Wapato Lake u današnjem okrugu Washington u Oregonu.